# حوار في الكاتدرائية
حوار في الكاتدرائية Conversation in the Cathedral (العنوان الأصلي: Conversación en La catedral) هي رواية باللغة الإسبانية صدرت عام 1969 للكاتب الإسباني البيروفي ماريو فارغاس يوسا.
وهي أحد أعمال فارغاس يوسا الرئيسية، فهو يصور بيرو في ظل دكتاتورية مانويل أودريا في الخمسينيات، ويتناول حياة شخصيات من طبقات اجتماعية مختلفة.  والسرد في الرواية مبني على قصص سانتياغو زافالا وأمبروسيو على التوالي. وأحدهما ابن وزير والآخر سائق الوزير.  ويؤدي لقاء عشوائي عند مأوى للحيوانات إلى محادثة مثيرة بين الاثنين في حانة قريبة تُعرف باسم الكاتدرائية (ومن هنا أتى العنوان).  وخلال اللقاء، يحاول زافالا العثور على الحقيقة حول دور والده في قتل شخصية بيروفية سيئة السمعة في عالم الجريمة، مما يلقي الضوء على جرائم النظام الديكتاتورية.

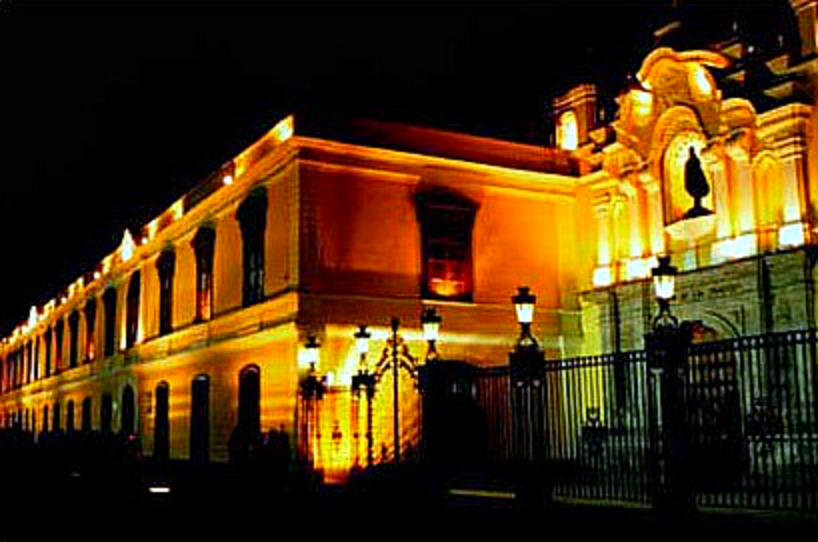
جامعة سان ماركوس الوطنية في الذكرى المئوية الرابعة، حيث يدرس بطل الرواية سانتياغو زافالا.

## شخصية سانتياغو
بطل الرواية سانتياغو زافالا هو طالب في جامعة سان ماركوس الوطنية في ليما وناشط مع مجموعة كاهويد ضد دكتاتورية حكومة البيرو. وشخصية سانتياغو مبنية على بعض تجارب الحياة الحقيقية لفارغاس يوسا، خلال سنواته الأولى في جامعة سان ماركوس وكعضو في مجموعة الناشطين كاهويد. ويصور بطل الرواية سانتياغو زافالا نظرة متشائمة للمجتمع البيروفي خلال الخمسينيات، وفي الوقت نفسه يتبنى الوسطية. وبشكل أكثر عمومية، فإن الرواية عبارة عن فحص للجذور العميقة للفساد والفشل في السياسة والحكومة في بيرو خلال الخمسينيات.
وقد ترجم الرواية إلى اللغة الإنجليزية المترجم الأمريكي غريغوري راباسا، وقد وضع عنوانا فرعيا للترجمة الإنجليزية للرواية: "في أي لحظة بالتحديد أفسدت بيرو نفسها؟" 

## نظر أيضا
- جامعة سان ماركوس الوطنية
- مانويل أ. أودريا